# جعدة بن هبیره مخزومی
جعده بن هبیره مخزومی از صحابه محمد پیامبر اسلام و خواهر زاده علی بن ابی طالب بود. نام مادرش فاخته بود و پدرش نیز هبیره بود که از فرماندهان کفار مکی بود که با محمد پیامبر اسلام می جنگیدند. جعده پس از فتح مکه اسلام آورد و مردی جنگجو، شجاع و فقیه بود. علی در زمان خلافتش، پس از نبرد جمل، وی را والی خراسان بزرگ نمود. در زمان وی بود که علی ماهویه، مرزبان مرو را با شرایطی مسؤول خراج کرد. جعده در نبرد صفین نیز شرکت کرد.